# Häxhammaren
Malleus Maleficarum, Häxhammaren, är den mest inflytelserika instruktionsboken för häxjakt. Bokens fulla titel är:
Malleorum quorundam maleficarum, tam veterum quam recentiorum autorum, tomi duo eller Tertia pars mallei maleficarum. Malleus Maleficarum.
Den användes inom både protestantiska och katolska områden. Boken användes i stor utsträckning under häxprocesserna mellan 1400- och 1600-talet.

## Historia
Två dominikanska inkvisitorer, Jacob Sprenger och Heinrich Kramer, skrev boken och sände den till Kölns universitets teologiska fakultet för att få dess godkännande. Datumet för detta, den 9 maj 1487, brukar anses vara bokens ursprungliga publikation. Tidigare utgåvor kan ha gjorts 1485 eller 1486. Mellan 1487 och 1520 skulle 13 utgåvor utges, mellan 1574 och utgåvan från Lyon 1669 16 utgåvor. Bokens popularitet sträckte sig över nästan hela Europa, men var något svagare i England och Nederländerna. 

### Användning
Boken förblev den viktigaste handledningen i jakten på Satans bundsförvanter och hantlangare. Under sin tid var boken den näst mest sålda (efter Bibeln), en position som senare övertogs av John Bunyans Kristens resa, vilken utkom 1678.

### Översättningar
Moderna översättningar inkluderar en till tyska av Johann Wilhelm Richard Schmidt 1906 under titeln Der Hexenhammer och en engelsk översättning av Montague Summers 1928, omtryckt 1948 och 1971 och fortfarande tillgänglig (ISBN 0-486-22802-9).

## Kyrkan
Ursprungligen fanns den påvliga bullan Summis desiderantes affectibus, utfärdad av påve Innocentius VIII den 5 december 1484, som förord i boken. Bullan är det viktigaste katolska dokumentet angående häxjakt. Häxhammaren var inte ett beställningsverk av katolska kyrkan. Ett föregivet rekommendationsbrev inkluderades i boken, enligt vilket boken skulle rekommenderas av universitetet i Köln och med signaturer från fyra lärare där - detta brev visades dock vara en förfalskning. Universitetet hade inte godkänt boken utan tvärtom fördömt den för dess oetiska juridiska rekommendationer samt för att den demonologi som presenterades i boken inte var samstämmig med den katolska doktrinen. Kramer dömdes av inkvisitionen 1490, men boken fortsatte publiceras och efterfrågas allteftersom folk sökte botemedel mot häxeri.

## Boken
Häxhammaren består av tre delar. Första delen skall bevisa att häxor finns, andra delen beskriver hur häxeri bedrivs och tredje delen hur häxor upptäcks, hur rättegång och förhör mot dem skall drivas samt hur de skall oskadliggöras. Innehållet är i sig inte nytt eller unikt, utan består mest av sammanfattningar och upprepningar av spridda föreställningar och i viss mån redan publicerat material såsom Johannes Niders Formicarius från 1435.
Dess fullständiga titel för utgåvan 1580 är Mallevs Maleficarvm in Tres Divisvs Partes, In quibus Concurrentia ad maleficia, Maleficiorum effectus, Remedia aduersus maleficia, Et modus deniq; procedendi, ac puniendi Maleficos abundè continentur, præcipuè autem omnibus Inquisitoribus, et diuini verbi Concionatoribus vtilis, ac necessarius. Auctore Iacobo Sprengero Ordinis Prædicatorum, olim Inquisitore. His nunc primùm adiecimus, M. Bernhardi Basin opusculum de artibus magicis, ac Magorum, maleficijs. Item. D. Vlrici Molitoris Constantiensis, de Lamijs et Pythonicis mulieribus Dialogum. Item. D. Ioannis de Gerson. Olim Cancellarij Parisi oläsbart ord, de probatione Spirituum, libellum. Item. D. Thomæ Murner ordinis Minorum, libellum, de Pythonico contractu. Omnia[källa behövs]

### Första delen
Första delen behandlar häxeriets former. I den beskrivs hur kvinnor genom sin "svagare natur" och "klenare intellekt" är mer mottagliga för Satans lockelser. De två ogifta katolska inkvisitorerna beskyller kvinnor för att ha ohämmad sexualitet och låg intelligens och därmed faller lättare för djävulens lockelser som sker genom det sexuella. Bokens själva titel är skriven i feminin form (maleficarum) och författarna hävdar att själva ordet femina (kvinna) härleds från fe och minus och betyder trolös. Skriften deklarerar vidare att vissa av de saker som bekänns av häxerianklagade, såsom antagande av djurgestalt, i själva verket inte ägt rum utan bara är illusioner, skapade av Satan, medan andra saker, till exempel frambesvärjande av stormar, flygförmåga och förstörelse av skördar, är verkliga. Häxors osedliga vanor ägnas stort utrymme och huruvida demoner kan ge upphov till avkomma med en häxa dryftas ingående. Den litterära stilen är stel och fullständigt humorlös - på minst ett ställe återges en folklig satirisk anti-kyrklig historia som om den vore en verklig händelse.

### Häxprocesser
Sista delen behandlar häxeriprocessen, hur häxor kan upptäckas, ställas till svars och oskadliggöras. Den nämner hur mycket tilltro som bör sättas till vittnesmål och behovet av att undvika osanna anklagelser, men slår också fast att ett spritt rykte är tillräcklig grund för en anklagelse, och att ett alltför energiskt försvar bevisar att även försvararen är skyldig till häxeri. Regler ges för hur man undviker att den världsliga makten snärjs i häxeri, och författarna försäkrar, att såsom Guds företrädare, är åklagaren skyddad från alla häxeriets makter. 
I detalj beskrivs hur bekännelser skall framtvingas, inklusive i vilken ordning tortyr och utfrågning skall användas; bland annat rekommenderas att raka av allt hår från den anklagades kropp så att man kan finna Satans tecken. Ett av dessa tecken skall bland annat vara "häxbröstvårtan" som gav djävulen blodlust, och som var placerad vid "kvinnans privata delar". Rödglödgat järn, en typ av gudsdom, nämns också, men avråds ifrån. 
Dessa instruktioner följdes sedan i verkliga åtal för häxeri. Ett exempel var fallet Alice Samuel: hennes underliv 
undersöktes när hon stod som åtalad i en häxprocess 1593, och hennes klitorisollon identifierades då som en sådan "bröstvårta".

## Utgåvor (urval)
- 1490 – Henricus Institoris, Jacobus Sprenger (på latin). Malleus maleficarum.. [Speyer: Peter Drach. Libris 8931420
- 1906 – Sprenger, Jakob; Institoris Henricus (på tyska). Malleus maleficarum. Teil 1, Was sich bei der Zauberei zusammenfindet: 1. Der Teufel. 2. Der Hexer oder die Hexe. 3. Die göttliche Zulassung. Berlin: Barsdorf. Libris 1510803
  -  Malleus maleficarum. Teil 2, Die verschiedenen Arten und Wirkungen der Hexerei und wie solche wieder behoben werden können. Libris 1510802
  -  Malleus maleficarum. Teil 3, Der Kriminal-Kodex: Über die Arten der Ausrottung oder weinigstens Bstrafung durch die gebührende Gerechtigkeit vor dem geistlichen oder weltlichen Gericht ; Index über alle drei Teile. Libris 1510801
- 1971 – Henricus Institoris, Jacobus Sprenger (1971) (på engelska). The Malleus Maleficarum of Heinrich Kramer and James Sprenger. Dover books on the occult, 99-0750557-9. Översättning: Montague Summers. New York: Dover. Libris 4990365. ISBN 0486228029. https://www.sacred-texts.com/pag/mm/
- 1993 – André Schnyder (på tyska). Malleus maleficarum. Kommentar. Litterae, 99-0157541-9 ; 116. Göppingen: Kümmerle. Libris 6595947. ISBN 3-87452-844-8
- 2009 – Mackay, Christopher S. (på engelska). The hammer of witches: a complete translation of the Malleus maleficarum. Cambridge, UK: Cambridge University Press. Libris 2bwnwr3k0gnjcjnp. ISBN 9780521747875